# Сохрановка (станция)
Сохрановка — передаточная станция Ростовского региона Северо-Кавказской железной дороги.
Расположена на территории Чертковского района Ростовской области, в двух с половиной километрах к югу от границы с Воронежской областью. Сразу после северных стрелок начинается Юго-Восточная железная дорога
Станция расположена на линии, идущей в обход Украины. Строительство началось весной 2015 года. 20 сентября 2017 года состоялся запуск грузовых поездов.